# Allan Sandage
Allan Rex Sandage (Iowa City, Iowa, 18. lipnja 1926. – San Gabriel, 13. studenoga 2010.) je američki astronom.
Allan R. Sandage bio je slavan znanstvenik u 1960-ima. Sandage je diplomirao na Sveučilištu Illinois 1948. godine. Do 1953. godine stekao je doktorat na Caltechu. Bio je učenik slavnoga kozmologa Edwina Hubblea i uspješno je nastavio Hubbleov program istraživanja započet u prvoj polovici XX. stoljeća. Tijekom 1950-ih i dobrim dijelom u 1960-ima, Sandagea su smatrali vodećim opažajnim kozmologom. Ostvario je utjecajne doprinose u svim aspektima ljestvice kozmoloških daljina, od lokalnih kalibratora u našoj galaksiji pa sve do kozmološki dalekih galaksija.
Sandage je svoj rad započeo na Opservatoriju Mount Palomar. Godine 1958. objavio je prvu dobru procjenu Hubbleova parametra, naime na 75 km/s/Mpc, što je prilično blizu onoj vrijednosti koja je danas prihvaćena. Kasnije je postao glavni zagovornik još niže vrijednosti, oko 50, koja odgovara Hubbleovoj starosti od oko 20 milijarda godina.
Izveo je spektralno istraživanje kuglastih skupova i zaključio da su stari najmanje 25 milijarda godina. To ga je navelo na pomisao da se svemir ne samo širi, već, zapravo, širi i skuplja s periodom od 80 milijarda godina. Najnovije kozmološke procjene starosti svemira, nasuprot tome, u pravilu su reda veličine 14 milijarda godina.
Poznat je po otkriću mlazova koji izbijaju iz jezgre galaksije M82 (galaksija Cigara). Oni su valjda uzrokovani ogromnim eksplozijama u jezgri, a neki dokazi naznačuju da te erupcije traju najmanje 1,5 milijuna godina.

## Privatni život
U 50. godini postao je kršćaninom. Na pitanje, "Može li osoba biti istovremeno i znanstvenik i kršćanin?", odgovorio je "Da, kao što ranije rekoh, svijet je previše kompliciran u svim svojim dijelovima i međuvezama, a da bi mogao biti samo proizvod slučaja."
U knjizi Leeja Strobela pod naslovom "Slučaj za vjeru", navodi se da je Sandage rekao, "Najčudnija stvar mi je samo postojanje. Kako to da se neživa materija može organizirati do tog stupnja da sama o sebi razmišlja? (str. 92)

### Priznanja
Nagrade
- Nagrada za astronomiju Helen B. Warner (1957.)
- Medalja Eddington (1963.)
- Zlatna medalja Kraljevskoga astronomskog društva (1967.)
- Nacionalna medalja za znanost (1970.)
- Predavaštvo Henry Norris Russell (1972.)
- Medalja Bruce (1975.)
- Nagrada Crafoord (1991.)

Po njemu imenovano
- Asteroid 9963 Sandage

## Poveznice
- Klasificiranje galaksija#Hubble-Sandage klasifikacija